# Fuihappu濱車站
Fuihappu濱站（日语：／ Fuihappu-hama eki */?）是位於北海道沙流郡門別町（現時的日高町）富川西，隸屬於北海道旅客鐵道（JR北海道）日高本線，已廢除的臨時車站。
本車站主要是夏季至秋季期間，供旅客到Fuihappu海岸摸蜆及體驗拖網捕魚等活動。

## 歷史
- 1989年（平成元年）8月9日 - 開設臨時車站。
- 1993年（平成5年）9月24日 - 廢站。

## 車站構造
設有側式月台，1面1線的地面車站，同時是無人車站。

## 相鄰車站
北海道旅客鐵道
日高本線
汐見－（臨）Fuihappu濱－富川